# Sjinkie Knegt
Pour les articles homonymes, voir Knegt.
Sjinkie Knegt, né le 5 juillet 1989 à Bantega, est un patineur de vitesse sur piste courte néerlandais.

## Carrière

### Jeux olympiques de Vancouver
Sjinkie Knegt participe aux épreuves de patinage de vitesse sur piste courte aux Jeux olympiques d'hiver de 2010 se tenant à Vancouver. Il se classe 11e du 1 000 mètres, 14e du 1 500 mètres et 28e du 500 mètres.
À Heerenveen, il est médaillé d'argent du 1 500 mètres et médaillé de bronze en 3 000 mètres et toutes épreuves aux Championnats d'Europe 2011 ; il remporte deux médailles d'or et une médaille d'argent aux Championnats d'Europe 2012 se déroulant à Mlada Boleslav,.

### Jeux olympiques de Sotchi
Aux Jeux olympiques d'hiver de 2014 disputés à Sotchi, il est médaillé de bronze au 1 000 mètres.

### Jeux olympiques de Pyeongchang
Début 2017, il gagne le 500 mètres aux Championnats du monde.
À la première manche de la Coupe du monde 2017, qui sert de qualifications aux épreuves de patinage de vitesse sur piste courte aux Jeux olympiques de 2018, il arrive troisième au 1500 mètres, dans la même demi-seconde que les Coréens Lim Hyo-Jun et Hwang Dae-Heon. Il arrive 9e au 500 mètres. Au 1000 mètres, il fait tomber le Canadien Charle Cournoyer et reçoit une pénalité qui le place dernier de la finale A, soit cinquième du classement général. À la deuxième manche de la Coupe du monde, il est gêné par le Canadien Samuel Girard en finale A du 1500 mètres et arrive dernier. Girard reçoit une pénalité et Knegt arrive cinquième de la distance. Au 500 mètres, il arrive deuxième, moins d'un dixième de seconde derrière Samuel Girard. Il remporte le 1000 mètres. Au relais, il décroche la médaille d'argent avec ses coéquipiers Daan Breeuwsma, Itzhak de Laat et Dylan Hoogerwerf. À la troisième manche, il obtient la médaille d'argent au 1500 mètres. Il reçoit une pénalité au deuxième tour du 500 mètres, et au premier tour du 1000 mètres. Il gagne à nouveau l'argent du relais pendant la quatrième manche de la saison.
En janvier 2018, il se blesse au cours des championnats nationaux néerlandais.
Aux Jeux olympiques de 2018, il prend la deuxième place du 1500 mètres.

### Blessures
En 2019, Sjinkie Knegt se blesse à la jambe. Pendant sa convalescence, la chute d'un pot de dissolvant dans sa cheminée lui cause de graves brûlures au visage, à une jambe, aux pieds et au torse. Il passe sept semaines à l'hôpital et ne peut pas patiner pendant six mois.

### Mondiaux de 2021
Aux Championnats du monde de patinage de vitesse sur piste courte 2021 à Dordrecht, il est médaillé d'or en relais.
Lors de la saison de Coupe du monde de patinage de vitesse sur piste courte 2021-2022, il prend une médaille d'argent sur une manche du 1500 mètres.